# Real Madrid in het seizoen 2017/18
Dit artikel geeft een overzicht van Real Madrid in het seizoen 2017/18.

## Spelerskern
| Nr.           | Naam                   | Nationaliteit | Geboortedatum | Vorige club                     |
| ------------- | ---------------------- | ------------- | ------------- | ------------------------------- |
| Keepers       |                        |               |               |                                 |
| 1             | Keylor Navas           | Costa Rica    | 15-12-1986    | Levante (2011–2014)             |
| 13            | Kiko Casilla           | Spanje        | 02-10-1986    | Espanyol (2011–2015)            |
| 30            | Luca Zidane            | Frankrijk     | 13-05-1998    |                                 |
| Verdedigers   |                        |               |               |                                 |
| 2             | Daniel Carvajal        | Spanje        | 11-01-1992    | Bayer Leverkusen (2012–2013)    |
| 3             | Jesús Vallejo          | Spanje        | 05-01-1997    | Eintracht Frankfurt (2016–2017) |
| 4             | Sergio Ramos           | Spanje        | 30-03-1986    | Sevilla FC (2004–2005)          |
| 5             | Raphaël Varane         | Frankrijk     | 25-04-1993    | RC Lens (2010–2011)             |
| 6             | Nacho                  | Spanje        | 18-01-1990    |                                 |
| 12            | Marcelo                | Brazilië      | 12-05-1988    | Fluminense (2005–2006)          |
| 15            | Theo Hernández         | Frankrijk     | 06-10-1997    | Deportivo Alavés (2016–2017)    |
| 19            | Achraf Hakimi          | Marokko       | 04-11-1998    |                                 |
| 27            | Álvaro Tejero          | Spanje        | 20-07-1996    |                                 |
| Middenvelders |                        |               |               |                                 |
| 8             | Toni Kroos             | Duitsland     | 04-01-1990    | Bayern München (2010–2014)      |
| 10            | Luka Modrić            | Kroatië       | 09-09-1985    | Tottenham Hotspur (2008–2012)   |
| 14            | Casemiro               | Brazilië      | 23-02-1992    | FC Porto (2014–2015)            |
| 17            | Lucas Vázquez          | Spanje        | 01-07-1991    | Espanyol (2014–2015)            |
| 18            | Marcos Llorente        | Spanje        | 30-01-1995    | Deportivo Alavés (2016–2017)    |
| 20            | Marco Asensio          | Spanje        | 21-01-1996    | Espanyol (2015–2016)            |
| 22            | Isco                   | Spanje        | 21-04-1992    | Málaga CF (2011–2013)           |
| 23            | Mateo Kovačić          | Kroatië       | 06-05-1994    | Internazionale (2013–2015)      |
| 24            | Dani Ceballos          | Spanje        | 07-08-1996    | Real Betis (2014–2017)          |
| 29            | Francisco Feuillassier | Argentinië    | 12-05-1998    |                                 |
| Aanvallers    |                        |               |               |                                 |
| 7             | Cristiano Ronaldo      | Portugal      | 05-02-1985    | Manchester United (2003–2009)   |
| 9             | Karim Benzema          | Frankrijk     | 19-12-1987    | Olympique Lyon (2004–2009)      |
| 11            | Gareth Bale            | Wales         | 16-07-1989    | Tottenham Hotspur (2007–2013)   |
| 21            | Borja Mayoral          | Spanje        | 05-04-1997    | VfL Wolfsburg (2016–2017)       |

- = Aanvoerder

### Technische staf
|                 |                        |               |
| Functie         | Naam                   | Nationaliteit |
| Coach           | Zinédine Zidane (foto) | Frankrijk     |
| Assistent-coach | David Bettoni          | Frankrijk     |
| Assistent-coach | Hamidou Msaidie        | Frankrijk     |
| Keeperstrainer  | Luis Llopis            | Spanje        |

## Resultaten
Een overzicht van de competities waaraan Real Madrid in het seizoen 2017-2018 deelneemt.
| Primera División | Copa del Rey | Supercopa | Champions League | UEFA Super Cup | WK voor clubs |
| ---------------- | ------------ | --------- | ---------------- | -------------- | ------------- |
|                  |              |           |                  |                |               |
| Derde            | Kwartfinale  | Winnaar   | Winnaar          | Winnaar        | Winnaar       |

## Uitrustingen
Shirtsponsor(s): Fly Emirates

Sportmerk: adidas
| Thuis | Uit | Alternatief |

## Transfers

### Zomer
| Naam              | Nationaliteit     | Van / Naar          | Bedrag / Type |
| ----------------- | ----------------- | ------------------- | ------------- |
| Inkomend          |                   |                     |               |
| Theo Hernández    | Frankrijk         | Atlético Madrid     | € 24.000.000  |
| Dani Ceballos     | Spanje            | Real Betis          | € 18.000.000  |
| Marcos Llorente   | Spanje            | Deportivo Alavés    | Einde huur    |
| Burgui            | Spanje            | Sporting Gijón      | Einde huur    |
| Diego Llorente    | Spanje            | Málaga              | Einde huur    |
| Borja Mayoral     | Spanje            | VfL Wolfsburg       | Einde huur    |
| Jesús Vallejo     | Spanje            | Eintracht Frankfurt | Eind huur     |
| TOTAAL UITGAVEN:  | TOTAAL UITGAVEN:  | TOTAAL UITGAVEN:    | € 42.000.000  |
| Uitgaand          |                   |                     |               |
| Danilo            | Brazilië          | Manchester City     | € 30.000.000  |
| Álvaro Morata     | Spanje            | Chelsea             | € 67.000.000  |
| Mariano Díaz      | Dom. Rep.         | Olympique Lyon      | € 8.000.000   |
| Pepe              | Portugal          | Beşiktaş            | Transfervrij  |
| Enzo Fernández    | Frankrijk         | Deportivo Alavés    | Verkocht      |
| Burgui            | Spanje            | Deportivo Alavés    | € 3.000.000   |
| Diego Llorente    | Spanje            | Real Sociedad       | € 7.000.000   |
| James Rodríguez   | Colombia          | Bayern München      | Huur          |
| Fábio Coentrão    | Portugal          | Sporting Lissabon   | Huur          |
| Rubén Yáñez       | Spanje            | Cádiz CF            | Huur          |
| Philipp Lienhart  | Oostenrijk        | SC Freiburg         | Huur          |
| Lucas Silva       | Brazilië          | Cruzeiro            | Huur          |
| Javier Muñoz      | Spanje            | Lorca FC            | Huur          |
| TOTAAL INKOMSTEN: | TOTAAL INKOMSTEN: | TOTAAL INKOMSTEN:   | € 115.000.000 |

## UEFA Super Cup
| Wedstrijddetails                             | Thuisploeg            | Uitslag     | Uitploeg          | Opstelling | Kaarten                |
| -------------------------------------------- | --------------------- | ----------- | ----------------- | --- | ---------------------- |
| UEFA Super Cup                               |                       |             |                   | |                        |
| 8 augustus 2017 20:45 Philip II Arena Skopje | Real Madrid           | 2-1         | Manchester United | Navas Carvajal, Varane, Ramos, Marcelo Modrić, Casemiro, Isco (74' Vázquez), Kroos Benzema (83' Ronaldo), Bale (74' Asensio) | 84' Carvajal 86' Ramos |
| 8 augustus 2017 20:45 Philip II Arena Skopje | 24' Casemiro 52' Isco | 1-0 2-0 2-1 | 62' R. Lukaku     | Navas Carvajal, Varane, Ramos, Marcelo Modrić, Casemiro, Isco (74' Vázquez), Kroos Benzema (83' Ronaldo), Bale (74' Asensio) | 84' Carvajal 86' Ramos |

## Supercopa
| Wedstrijddetails                                        | Thuisploeg             | Uitslag         | Uitploeg                                | Opstelling | Kaarten                                                                |
| ------------------------------------------------------- | ---------------------- | --------------- | --------------------------------------- | --- | ---------------------------------------------------------------------- |
| Supercopa de España                                     |                        |                 |                                         | |                                                                        |
| 13 augustus 2017 22:00 Camp Nou Barcelona               | FC Barcelona           | 1-3             | Real Madrid                             | Navas Carvajal, Varane, Ramos, Marcelo Kovačić (68' Asensio), Casemiro, Isco, Kroos Benzema (58' Ronaldo), Bale (81' Vázquez)         | 20' Casemiro 41' Bale 41' Carvajal 76' Marcelo 80' Ronaldo 82' Ronaldo |
| 13 augustus 2017 22:00 Camp Nou Barcelona               | 77' Messi (pen.)       | 0-1 1-1 1-2 1-3 | 50' Piqué (own) 80' Ronaldo 90' Asensio | Navas Carvajal, Varane, Ramos, Marcelo Kovačić (68' Asensio), Casemiro, Isco, Kroos Benzema (58' Ronaldo), Bale (81' Vázquez)         | 20' Casemiro 41' Bale 41' Carvajal 76' Marcelo 80' Ronaldo 82' Ronaldo |
| 16 augustus 2017 23:00 Estadio Santiago Bernabéu Madrid | Real Madrid            | 2-0             | FC Barcelona                            | Navas Carvajal, Varane, Ramos, Marcelo Modrić, Kovačić (62' Casemiro), Kroos (80' Ceballos) Vázquez, Benzema, Asensio (75' Hernández) |                                                                        |
| 16 augustus 2017 23:00 Estadio Santiago Bernabéu Madrid | 4' Asensio 39' Benzema | 1-0 2-0         |                                         | Navas Carvajal, Varane, Ramos, Marcelo Modrić, Kovačić (62' Casemiro), Kroos (80' Ceballos) Vázquez, Benzema, Asensio (75' Hernández) |                                                                        |

## Primera División

### Wedstrijden
| Wedstrijddetails                                              | Thuisploeg                                                               | Uitslag                             | Uitploeg                                                    | Opstelling | Kaarten                                                       |
| ------------------------------------------------------------- | ------------------------------------------------------------------------ | ----------------------------------- | ----------------------------------------------------------- | --- | ------------------------------------------------------------- |
| Heenronde                                                     |                                                                          |                                     |                                                             | |                                                               |
| 20 augustus 2017 22:15 Estadio Municipal de Riazor La Coruña  | Deportivo La Coruña                                                      | 0-3                                 | Real Madrid                                                 | Navas Carvajal, Nacho, Ramos, Marcelo Modrić, Casemiro (72' M. Llorente), Isco (66' Asensio), Kroos Benzema, Bale (80' Vázquez)            | 53' Ramos 57' Modrić 90+2' Ramos                              |
| 20 augustus 2017 22:15 Estadio Municipal de Riazor La Coruña  |                                                                          | 0-1 0-2 0-3                         | 20' Bale 27' Casemiro 62' Kroos                             | Navas Carvajal, Nacho, Ramos, Marcelo Modrić, Casemiro (72' M. Llorente), Isco (66' Asensio), Kroos Benzema, Bale (80' Vázquez)            | 53' Ramos 57' Modrić 90+2' Ramos                              |
| 27 augustus 2017 22:15 Estadio Santiago Bernabéu Madrid       | Real Madrid                                                              | 2-2                                 | Valencia CF                                                 | Navas Carvajal, Casemiro, Nacho, Marcelo Modrić, Isco (46' Kovačić), Asensio, Kroos (84' Mayoral) Benzema, Bale (74' Vázquez)              | 53' Nacho 61' Casemiro 72' Carvajal                           |
| 27 augustus 2017 22:15 Estadio Santiago Bernabéu Madrid       | 10' Asensio 83' Asensio                                                  | 1-0 1-1 1-2 2-2                     | 18' Soler 77' Kondogbia                                     | Navas Carvajal, Casemiro, Nacho, Marcelo Modrić, Isco (46' Kovačić), Asensio, Kroos (84' Mayoral) Benzema, Bale (74' Vázquez)              | 53' Nacho 61' Casemiro 72' Carvajal                           |
| 9 september 2017 13:00 Estadio Santiago Bernabéu Madrid       | Real Madrid                                                              | 1-1                                 | Levante UD                                                  | Casilla Carvajal, Nacho, Ramos, Hernández M. Llorente (62' Isco), Asensio, Kroos Vázquez (72' Kovačić), Benzema (28' Bale), Marcelo        | 54' Ramos 66' Carvajal 89' Marcelo                            |
| 9 september 2017 13:00 Estadio Santiago Bernabéu Madrid       | 36' Vázquez                                                              | 0-1 1-1                             | 12' Ivi Lopéz                                               | Casilla Carvajal, Nacho, Ramos, Hernández M. Llorente (62' Isco), Asensio, Kroos Vázquez (72' Kovačić), Benzema (28' Bale), Marcelo        | 54' Ramos 66' Carvajal 89' Marcelo                            |
| 17 september 2017 20:45 Estadio Anoeta San Sebastián          | Real Sociedad                                                            | 1-3                                 | Real Madrid                                                 | Navas Carvajal, Varane, Ramos, Hernández (90+3' Nacho) Modrić, Casemiro, Isco Bale, Mayoral (75' Vázquez), Asensio (86' Ceballos)          | 38' Asensio 64' Casemiro                                      |
| 17 september 2017 20:45 Estadio Anoeta San Sebastián          | 28' K. Rodrigues                                                         | 0-1 1-1 1-2 1-3                     | 19' Mayoral 36' K. Rodrigues (own) 61' Bale                 | Navas Carvajal, Varane, Ramos, Hernández (90+3' Nacho) Modrić, Casemiro, Isco Bale, Mayoral (75' Vázquez), Asensio (86' Ceballos)          | 38' Asensio 64' Casemiro                                      |
| 20 september 2017 22:00 Estadio Santiago Bernabéu Madrid      | Real Madrid                                                              | 0-1                                 | Real Betis                                                  | Navas Carvajal, Varane, Ramos, Marcelo (71' Vázquez) Modrić (72' Mayoral), Casemiro, Isco (67' Asensio), Kroos Bale, Ronaldo               |                                                               |
| 20 september 2017 22:00 Estadio Santiago Bernabéu Madrid      |                                                                          | 0-1                                 | 90+4' Sanabria                                              | Navas Carvajal, Varane, Ramos, Marcelo (71' Vázquez) Modrić (72' Mayoral), Casemiro, Isco (67' Asensio), Kroos Bale, Ronaldo               |                                                               |
| 23 september 2017 16:15 Estadio Mendizorrotza Vitoria-Gasteiz | Deportivo Alavés                                                         | 1-2                                 | Real Madrid                                                 | Navas Carvajal, Varane, Ramos, Nacho Ceballos (72' M. Llorente), Casemiro, Isco (90' Mayoral) Vázquez, Ronaldo, Asensio                    | 32' Carvajal 88' Nacho                                        |
| 23 september 2017 16:15 Estadio Mendizorrotza Vitoria-Gasteiz | 40' M. García                                                            | 0-1 1-1 1-2                         | 10' Ceballos 43' Ceballos                                   | Navas Carvajal, Varane, Ramos, Nacho Ceballos (72' M. Llorente), Casemiro, Isco (90' Mayoral) Vázquez, Ronaldo, Asensio                    | 32' Carvajal 88' Nacho                                        |
| 1 oktober 2017 20:45 Estadio Santiago Bernabéu Madrid         | Real Madrid                                                              | 2-0                                 | Espanyol                                                    | Navas Hakimi, Varane, Ramos, Nacho Modrić (82' Ceballos), Casemiro, Isco (90' Mayoral), Kroos (69' Vázquez) Asensio, Ronaldo               | 36' Nacho 77' Casemiro                                        |
| 1 oktober 2017 20:45 Estadio Santiago Bernabéu Madrid         | 30' Isco 71' Isco                                                        | 1-0 2-0                             |                                                             | Navas Hakimi, Varane, Ramos, Nacho Modrić (82' Ceballos), Casemiro, Isco (90' Mayoral), Kroos (69' Vázquez) Asensio, Ronaldo               | 36' Nacho 77' Casemiro                                        |
| 14 oktober 2017 16:15 Coliseum Alfonso Pérez Getafe           | Getafe CF                                                                | 1-2                                 | Real Madrid                                                 | Navas Hakimi, Nacho, Ramos, Marcelo (72' Hernández) Vázquez (72' Isco), M. Llorente, Kroos, Asensio Benzema (81' Mayoral), Ronaldo         | 48' Kroos 58' Nacho 90+4' Hernández                           |
| 14 oktober 2017 16:15 Coliseum Alfonso Pérez Getafe           | 56' Molina                                                               | 0-1 1-1 1-2                         | 39' Benzema 85' Ronaldo                                     | Navas Hakimi, Nacho, Ramos, Marcelo (72' Hernández) Vázquez (72' Isco), M. Llorente, Kroos, Asensio Benzema (81' Mayoral), Ronaldo         | 48' Kroos 58' Nacho 90+4' Hernández                           |
| 22 oktober 2017 20:45 Estadio Santiago Bernabéu Madrid        | Real Madrid                                                              | 3-0                                 | SD Eibar                                                    | Navas Nacho, Varane, Ramos, Hernández Modrić, Casemiro, Isco (71' Vázquez), Ceballos (71' Marcelo) Asensio (64' Benzema), Ronaldo          | 23' Casemiro                                                  |
| 22 oktober 2017 20:45 Estadio Santiago Bernabéu Madrid        | 18' Oliveira (own) 28' Asensio 82' Marcelo                               | 1-0 2-0 3-0                         |                                                             | Navas Nacho, Varane, Ramos, Hernández Modrić, Casemiro, Isco (71' Vázquez), Ceballos (71' Marcelo) Asensio (64' Benzema), Ronaldo          | 23' Casemiro                                                  |
| 29 oktober 2017 16:15 Estadi Montilivi Girona                 | Girona FC                                                                | 2-1                                 | Real Madrid                                                 | Casilla Hakimi (66' Asensio), Varane (46' Nacho), Ramos, Marcelo (66' Vázquez) Modrić, Casemiro, Isco, Kroos Benzema, Ronaldo              | 45' Modrić                                                    |
| 29 oktober 2017 16:15 Estadi Montilivi Girona                 | 54' Stuani 58' Portu                                                     | 0-1 1-1 2-1                         | 12' Isco                                                    | Casilla Hakimi (66' Asensio), Varane (46' Nacho), Ramos, Marcelo (66' Vázquez) Modrić, Casemiro, Isco, Kroos Benzema, Ronaldo              | 45' Modrić                                                    |
| 5 november 2017 20:45 Estadio Santiago Bernabéu Madrid        | Real Madrid                                                              | 3-0                                 | Las Palmas                                                  | Casilla Nacho, Vallejo, Ramos, Marcelo Kroos (78' Ceballos), Casemiro (68' M. Llorente), Asensio, Isco Benzema (75' Vázquez), Ronaldo      | 45' Isco 64' Kroos                                            |
| 5 november 2017 20:45 Estadio Santiago Bernabéu Madrid        | 41' Casemiro 56' Asensio 74' Isco                                        | 1-0 2-0 3-0                         |                                                             | Casilla Nacho, Vallejo, Ramos, Marcelo Kroos (78' Ceballos), Casemiro (68' M. Llorente), Asensio, Isco Benzema (75' Vázquez), Ronaldo      | 45' Isco 64' Kroos                                            |
| 18 november 2017 20:45 Wanda Metropolitano Madrid             | Atlético Madrid                                                          | 0-0                                 | Real Madrid                                                 | Casilla Carvajal, Varane, Ramos (46' Nacho), Marcelo Modrić, Casemiro, Isco, Kroos Benzema (76' Asensio), Ronaldo                          | 20' Carvajal 82' Nacho                                        |
| 18 november 2017 20:45 Wanda Metropolitano Madrid             |                                                                          |                                     |                                                             | Casilla Carvajal, Varane, Ramos (46' Nacho), Marcelo Modrić, Casemiro, Isco, Kroos Benzema (76' Asensio), Ronaldo                          | 20' Carvajal 82' Nacho                                        |
| 25 november 2017 16:15 Estadio Santiago Bernabéu Madrid       | Real Madrid                                                              | 3-2                                 | Málaga CF                                                   | Casilla Carvajal, Vallejo, Varane, Marcelo Vázquez, Casemiro, Isco (62' Modrić), Kroos (81' Hernández) Benzema (89' Mayoral), Ronaldo      | 45+3' Marcelo                                                 |
| 25 november 2017 16:15 Estadio Santiago Bernabéu Madrid       | 9' Benzema 21' Casemiro 76' Ronaldo                                      | 1-0 1-1 2-1 2-2 3-2                 | 18' Rolán 58' Castro                                        | Casilla Carvajal, Vallejo, Varane, Marcelo Vázquez, Casemiro, Isco (62' Modrić), Kroos (81' Hernández) Benzema (89' Mayoral), Ronaldo      | 45+3' Marcelo                                                 |
| 2 december 2017 20:45 San Mamés Bilbao                        | Athletic Bilbao                                                          | 0-0                                 | Real Madrid                                                 | Navas Carvajal, Varane, Varane, Marcelo Modrić, Casemiro, Isco (82' Kovačić), Kroos Benzema (82' Mayoral), Ronaldo                         | 11' Ramos 73' Casemiro 86' Ramos 90+1' Carvajal 90+3' Ronaldo |
| 2 december 2017 20:45 San Mamés Bilbao                        |                                                                          |                                     |                                                             | Navas Carvajal, Varane, Varane, Marcelo Modrić, Casemiro, Isco (82' Kovačić), Kroos Benzema (82' Mayoral), Ronaldo                         | 11' Ramos 73' Casemiro 86' Ramos 90+1' Carvajal 90+3' Ronaldo |
| 9 december 2017 16:15 Estadio Santiago Bernabéu Madrid        | Real Madrid                                                              | 5-0                                 | Sevilla FC                                                  | Navas Hakimi, Vallejo, Nacho, Marcelo Vázquez, Modrić (71' Ceballos), Kroos (63' M. Llorente), Asensio Benzema, Ronaldo (76' Isco)         |                                                               |
| 9 december 2017 16:15 Estadio Santiago Bernabéu Madrid        | 3' Nacho 23' Ronaldo 31' Ronaldo (pen.) 38' Kroos 42' Hakimi             | 1-0 2-0 3-0 4-0 5-0                 |                                                             | Navas Hakimi, Vallejo, Nacho, Marcelo Vázquez, Modrić (71' Ceballos), Kroos (63' M. Llorente), Asensio Benzema, Ronaldo (76' Isco)         |                                                               |
| 23 december 2017 13:00 Estadio Santiago Bernabéu Madrid       | Real Madrid                                                              | 0-3                                 | FC Barcelona                                                | Navas Carvajal, Varane, Ramos, Marcelo Modrić, Casemiro (72' Asensio), Kovačić (72' Bale), Kroos Benzema (66' Nacho), Ronaldo              | 59' Ramos 63' Carvajal 83' Marcelo                            |
| 23 december 2017 13:00 Estadio Santiago Bernabéu Madrid       |                                                                          | 0-1 0-2 0-3                         | 54' L. Suárez 64' Messi (pen.) 90+3' Vidal                  | Navas Carvajal, Varane, Ramos, Marcelo Modrić, Casemiro (72' Asensio), Kovačić (72' Bale), Kroos Benzema (66' Nacho), Ronaldo              | 59' Ramos 63' Carvajal 83' Marcelo                            |
| 7 januari 2018 20:45 Estadio Balaídos Vigo                    | Celta de Vigo                                                            | 2-2                                 | Real Madrid                                                 | Navas Hakimi, Varane, Nacho, Marcelo Modrić (76' Vázquez), Casemiro, Isco (77' Kovačić), Kroos Ronaldo, Bale (83' Asensio)                 | 44' Casemiro 71' Navas                                        |
| 7 januari 2018 20:45 Estadio Balaídos Vigo                    | 33' Wass 82' Gómez                                                       | 1-0 1-1 1-2 2-2                     | 36' Bale 38' Bale                                           | Navas Hakimi, Varane, Nacho, Marcelo Modrić (76' Vázquez), Casemiro, Isco (77' Kovačić), Kroos Ronaldo, Bale (83' Asensio)                 | 44' Casemiro 71' Navas                                        |
| 13 januari 2018 16:15 Estadio Santiago Bernabéu Madrid        | Real Madrid                                                              | 0-1                                 | Villarreal CF                                               | Navas Carvajal, Varane, Nacho, Marcelo Modrić, Casemiro, Isco (70' Vázquez), Kroos Ronaldo, Bale (70' Asensio)                             | 58' Carvajal 89' Vázquez                                      |
| 13 januari 2018 16:15 Estadio Santiago Bernabéu Madrid        |                                                                          | 0-1                                 | 87' Fornals                                                 | Navas Carvajal, Varane, Nacho, Marcelo Modrić, Casemiro, Isco (70' Vázquez), Kroos Ronaldo, Bale (70' Asensio)                             | 58' Carvajal 89' Vázquez                                      |
| Terugronde                                                    |                                                                          |                                     |                                                             | |                                                               |
| 21 januari 2018 16:15 Estadio Santiago Bernabéu Madrid        | Real Madrid                                                              | 7-1                                 | Deportivo La Coruña                                         | Navas Carvajal, Varane, Nacho, Marcelo Modrić (76' Kovačić), Casemiro, Kroos Bale (82' Vázquez), Mayoral (64' Benzema), Ronaldo            |                                                               |
| 21 januari 2018 16:15 Estadio Santiago Bernabéu Madrid        | 32' Nacho 42' Bale 58' Bale 68' Modrić 78' Ronaldo 84' Ronaldo 88' Nacho | 0-1 1-1 2-1 3-1 4-1 5-1 6-1 7-1     | 23' Adrián                                                  | Navas Carvajal, Varane, Nacho, Marcelo Modrić (76' Kovačić), Casemiro, Kroos Bale (82' Vázquez), Mayoral (64' Benzema), Ronaldo            |                                                               |
| 27 januari 2018 16:15 Estadio Mestalla Valencia               | Valencia CF                                                              | 1-4                                 | Real Madrid                                                 | Navas Carvajal, Varane, Nacho, Marcelo Modrić (88' Kovačić), Casemiro, Kroos Bale (69' Vázquez), Benzema (78' Asensio), Ronaldo            | 52' Bale 63' Varane 71' Carvajal                              |
| 27 januari 2018 16:15 Estadio Mestalla Valencia               | 58' Mina                                                                 | 0-1 0-2 1-2 1-3 1-4                 | 16' Ronaldo (pen.) 38' Ronaldo (pen.) 84' Marcelo 89' Kroos | Navas Carvajal, Varane, Nacho, Marcelo Modrić (88' Kovačić), Casemiro, Kroos Bale (69' Vázquez), Benzema (78' Asensio), Ronaldo            | 52' Bale 63' Varane 71' Carvajal                              |
| 3 februari 2018 20:45 Estadi Ciutat de València Valencia      | Levante UD                                                               | 2-2                                 | Real Madrid                                                 | Navas Carvajal, Varane, Ramos, Marcelo Modrić, Casemiro, Kroos (90' Vázquez) Bale (66' Isco), Benzema, Ronaldo (82' Asensio)               | 21' Ramos 84' Asensio 90+1' Varane                            |
| 3 februari 2018 20:45 Estadi Ciutat de València Valencia      | 42' Boateng 89' Pazzini                                                  | 0-1 1-1 1-2 2-2                     | 11' Ramos 81' Isco                                          | Navas Carvajal, Varane, Ramos, Marcelo Modrić, Casemiro, Kroos (90' Vázquez) Bale (66' Isco), Benzema, Ronaldo (82' Asensio)               | 21' Ramos 84' Asensio 90+1' Varane                            |
| 10 februari 2018 20:45 Estadio Santiago Bernabéu Madrid       | Real Madrid                                                              | 5-2                                 | Real Sociedad                                               | Navas Carvajal, Varane, Ramos, Marcelo Vázquez (63' Isco), Modrić (63' Kovačić), Kroos, Asensio (73' Bale) Benzema, Ronaldo                | 49' Carvajal 90+1' Kovačić                                    |
| 10 februari 2018 20:45 Estadio Santiago Bernabéu Madrid       | 1' Vázquez 27' Ronaldo 34' Kroos 37' Ronaldo 80' Ronaldo                 | 1-0 2-0 3-0 4-0 4-1 5-1 5-2         | 74' Bautista 83' Illarramendi                               | Navas Carvajal, Varane, Ramos, Marcelo Vázquez (63' Isco), Modrić (63' Kovačić), Kroos, Asensio (73' Bale) Benzema, Ronaldo                | 49' Carvajal 90+1' Kovačić                                    |
| 18 februari 2018 20:45 Estadio Benito Villamarín Sevilla      | Real Betis                                                               | 3-5                                 | Real Madrid                                                 | Navas Carvajal, Nacho, Ramos, Marcelo (30' Hernández) Vázquez, Casemiro, Kovačić, Asensio Bale (73' Isco), Ronaldo (89' Benzema)           | 5' Carvajal 46' Kovačić 55' Ramos 57' Bale 81' Casemiro       |
| 18 februari 2018 20:45 Estadio Benito Villamarín Sevilla      | 33' Mandi 37' Nacho (own) 85' León                                       | 0-1 1-1 2-1 2-2 2-3 2-4 3-4 3-5     | 11' Asensio 50' Ramos 59' Asensio 65' Ronaldo 90+2' Benzema | Navas Carvajal, Nacho, Ramos, Marcelo (30' Hernández) Vázquez, Casemiro, Kovačić, Asensio Bale (73' Isco), Ronaldo (89' Benzema)           | 5' Carvajal 46' Kovačić 55' Ramos 57' Bale 81' Casemiro       |
| 21 februari 2018 18:45 Butarque Leganés                       | CD Leganés                                                               | 1-3                                 | Real Madrid                                                 | Casilla Carvajal, Varane, Ramos, Hernández Casemiro, Kovačić (90+2' Ceballos), Isco (87' M. Llorente) Vázquez, Benzema (76' Bale), Asensio | 57' Ramos                                                     |
| 21 februari 2018 18:45 Butarque Leganés                       | 6' Bustinza                                                              | 1-0 1-1 1-2 1-3                     | 11' Vázquez 29' Casemiro 90' Ramos (pen.)                   | Casilla Carvajal, Varane, Ramos, Hernández Casemiro, Kovačić (90+2' Ceballos), Isco (87' M. Llorente) Vázquez, Benzema (76' Bale), Asensio | 57' Ramos                                                     |
| 24 februari 2018 16:15 Estadio Santiago Bernabéu Madrid       | Real Madrid                                                              | 4-0                                 | Deportivo Alavés                                            | Navas Carvajal, Nacho, Varane, Hernández Vázquez, Casemiro (80' M. Llorente), Kovačić (73' Ceballos) Bale, Benzema, Ronaldo                | 82' M. Llorente                                               |
| 24 februari 2018 16:15 Estadio Santiago Bernabéu Madrid       | 44' Ronaldo 46' Bale 61' Ronaldo 89' Benzema (pen.)                      | 1-0 2-0 3-0 4-0                     |                                                             | Navas Carvajal, Nacho, Varane, Hernández Vázquez, Casemiro (80' M. Llorente), Kovačić (73' Ceballos) Bale, Benzema, Ronaldo                | 82' M. Llorente                                               |
| 27 februari 2018 20:00 Estadi Cornellà-El Prat Barcelona      | Espanyol                                                                 | 1-0                                 | Real Madrid                                                 | Navas Hakimi, Varane, Ramos, Nacho M. Llorente, Kovačić (89' Mayoral), Isco (69' Benzema) Vázquez, Bale (81' Ceballos), Asensio            | 37' Bale                                                      |
| 27 februari 2018 20:00 Estadi Cornellà-El Prat Barcelona      | 90+3' Moreno                                                             | 1-0                                 |                                                             | Navas Hakimi, Varane, Ramos, Nacho M. Llorente, Kovačić (89' Mayoral), Isco (69' Benzema) Vázquez, Bale (81' Ceballos), Asensio            | 37' Bale                                                      |
| 3 maart 2018 20:45 Estadio Santiago Bernabéu Madrid           | Real Madrid                                                              | 3-1                                 | Getafe CF                                                   | Navas Carvajal, Nacho, Ramos, Hernández (65' Marcelo) M. Llorente (79' Kovačić), Casemiro, Isco Bale, Benzema, Ronaldo (79' Asensio)       | 34' Nacho                                                     |
| 3 maart 2018 20:45 Estadio Santiago Bernabéu Madrid           | 24' Bale 45+1' Ronaldo 78' Ronaldo                                       | 1-0 2-0 2-1 3-1                     | 65' Portillo (pen.)                                         | Navas Carvajal, Nacho, Ramos, Hernández (65' Marcelo) M. Llorente (79' Kovačić), Casemiro, Isco Bale, Benzema, Ronaldo (79' Asensio)       | 34' Nacho                                                     |
| 10 maart 2018 13:00 Estadio Municipal de Ipurua Eibar         | SD Eibar                                                                 | 1-2                                 | Real Madrid                                                 | Navas Carvajal, Varane (28' Nacho), Ramos, Marcelo Modrić, Casemiro, Isco (71' Vázquez), Kroos (71' Benzema) Ronaldo, Bale                 | 30' Bale                                                      |
| 10 maart 2018 13:00 Estadio Municipal de Ipurua Eibar         | 50' Ramis                                                                | 0-1 1-1 1-2                         | 34' Ronaldo 84' Ronaldo                                     | Navas Carvajal, Varane (28' Nacho), Ramos, Marcelo Modrić, Casemiro, Isco (71' Vázquez), Kroos (71' Benzema) Ronaldo, Bale                 | 30' Bale                                                      |
| 18 maart 2018 20:45 Estadio Santiago Bernabéu Madrid          | Real Madrid                                                              | 6-3                                 | Girona FC                                                   | Navas Carvajal, Varane, Nacho, Marcelo Vázquez, Kovačić (71' Modrić), Kroos, Asensio (70' Bale) Benzema (83' Isco), Ronaldo                | 52' Carvajal                                                  |
| 18 maart 2018 20:45 Estadio Santiago Bernabéu Madrid          | 11' Ronaldo 47' Ronaldo 59' Vázquez 64' Ronaldo 86' Bale 90+1' Ronaldo   | 1-0 1-1 2-1 3-1 4-1 4-2 5-2 5-3 6-3 | 29' Stuani 67' Stuani 88' Juanpe                            | Navas Carvajal, Varane, Nacho, Marcelo Vázquez, Kovačić (71' Modrić), Kroos, Asensio (70' Bale) Benzema (83' Isco), Ronaldo                | 52' Carvajal                                                  |
| 31 maart 2018 18:30 Estadio de Gran Canaria Las Palmas        | Las Palmas                                                               | 0-3                                 | Real Madrid                                                 | Navas Nacho (29' Hakimi), Varane, Vallejo, Hernández Vázquez, Modrić (61' Kovačić), Casemiro (62' M. Llorente), Bale Asensio, Benzema      |                                                               |
| 31 maart 2018 18:30 Estadio de Gran Canaria Las Palmas        |                                                                          | 0-1 0-2 0-3                         | 26' Bale 39' Benzema (pen.) 51' Bale (pen.)                 | Navas Nacho (29' Hakimi), Varane, Vallejo, Hernández Vázquez, Modrić (61' Kovačić), Casemiro (62' M. Llorente), Bale Asensio, Benzema      |                                                               |
| 8 april 2018 16:15 Estadio Santiago Bernabéu Madrid           | Real Madrid                                                              | 1-1                                 | Atlético Madrid                                             | Navas Carvajal, Varane, Ramos, Marcelo Vázquez, Kovačić (72' Modrić), Kroos, Asensio (72' Isco) Bale, Ronaldo (64' Benzema)                | 14' Kroos 88' Vázquez                                         |
| 8 april 2018 16:15 Estadio Santiago Bernabéu Madrid           | 53' Ronaldo                                                              | 1-0 1-1                             | 57' Griezmann                                               | Navas Carvajal, Varane, Ramos, Marcelo Vázquez, Kovačić (72' Modrić), Kroos, Asensio (72' Isco) Bale, Ronaldo (64' Benzema)                | 14' Kroos 88' Vázquez                                         |
| 15 april 2018 20:45 Estadio La Rosaleda Málaga                | Málaga CF                                                                | 1-2                                 | Real Madrid                                                 | Navas Carvajal, Vallejo, Ramos, Hernández Kovačić, Casemiro, Isco (72' Mayoral) Vázquez, Benzema, Asensio (66' Ceballos)                   |                                                               |
| 15 april 2018 20:45 Estadio La Rosaleda Málaga                | 90+3' Rolan                                                              | 0-1 0-2 1-2                         | 29' Isco 63' Casemiro                                       | Navas Carvajal, Vallejo, Ramos, Hernández Kovačić, Casemiro, Isco (72' Mayoral) Vázquez, Benzema, Asensio (66' Ceballos)                   |                                                               |
| 18 april 2018 21:30 Estadio Santiago Bernabéu Madrid          | Real Madrid                                                              | 1-1                                 | Athletic Bilbao                                             | Navas Carvajal, Varane, Ramos, Marcelo Vázquez, Modrić, Kroos, Asensio (69' Isco) Benzema (69' Bale), Ronaldo                              | 45+1' Vázquez 90+2' Carvajal                                  |
| 18 april 2018 21:30 Estadio Santiago Bernabéu Madrid          | 87' Ronaldo                                                              | 0-1                                 | 14' Williams                                                | Navas Carvajal, Varane, Ramos, Marcelo Vázquez, Modrić, Kroos, Asensio (69' Isco) Benzema (69' Bale), Ronaldo                              | 45+1' Vázquez 90+2' Carvajal                                  |
| 28 april 2018 18:30 Estadio Santiago Bernabéu Madrid          | Real Madrid                                                              | 2-1                                 | CD Leganés                                                  | Casilla Hakimi, Vallejo, Casemiro, Hernández Bale, M. Llorente, Kovačić (62' Kroos), Ceballos Mayoral, Benzema (62' Asensio)               |                                                               |
| 28 april 2018 18:30 Estadio Santiago Bernabéu Madrid          | 8' Bale 45' Mayoral                                                      | 1-0 2-0 2-1                         | 66' Brašanac                                                | Casilla Hakimi, Vallejo, Casemiro, Hernández Bale, M. Llorente, Kovačić (62' Kroos), Ceballos Mayoral, Benzema (62' Asensio)               |                                                               |
| 6 mei 2018 20:45 Camp Nou Barcelona                           | FC Barcelona                                                             | 2-2                                 | Real Madrid                                                 | Navas Nacho (68' Vázquez), Varane, Ramos, Marcelo Modrić, Casemiro, Kroos (84' Kovačić) Bale, Benzema, Ronaldo (46' Asensio)               | 12' Nacho 31' Varane 44' Ramos 76' Bale 77' Marcelo           |
| 6 mei 2018 20:45 Camp Nou Barcelona                           | 10' L. Suárez 52' Messi                                                  | 1-0 1-1 2-1 2-2                     | 14' Ronaldo 72' Bale                                        | Navas Nacho (68' Vázquez), Varane, Ramos, Marcelo Modrić, Casemiro, Kroos (84' Kovačić) Bale, Benzema, Ronaldo (46' Asensio)               | 12' Nacho 31' Varane 44' Ramos 76' Bale 77' Marcelo           |
| 9 mei 2018 21:30 Estadio Ramón Sánchez Pizjuán Sevilla        | Sevilla FC                                                               | 3-2                                 | Real Madrid                                                 | Casilla Nacho, Vallejo, Ramos, Hernández Kovačić, Casemiro (87' M. Llorente), Ceballos (70' Mayoral) Vázquez, Benzema, Asensio             | 83' Ramos                                                     |
| 9 mei 2018 21:30 Estadio Ramón Sánchez Pizjuán Sevilla        | 26' Ben Yedder 45' Layún 84' Ramos (own)                                 | 1-0 2-0 3-0 3-1 3-2                 | 87' Mayoral 90+5' Ramos (pen.)                              | Casilla Nacho, Vallejo, Ramos, Hernández Kovačić, Casemiro (87' M. Llorente), Ceballos (70' Mayoral) Vázquez, Benzema, Asensio             | 83' Ramos                                                     |
| 12 mei 2018 20:45 Estadio Santiago Bernabéu Madrid            | Real Madrid                                                              | 6-0                                 | Celta de Vigo                                               | Navas Hakimi, Varane, Nacho, Marcelo Modrić, Casemiro, Isco (64' Asensio), Kroos Bale (72' Vázquez), Benzema (64' Mayoral)                 |                                                               |
| 12 mei 2018 20:45 Estadio Santiago Bernabéu Madrid            | 13' Bale 30' Bale 32' Isco 52' Hakimi 74' Gómez (own) 81' Kroos          | 1-0 2-0 3-0 4-0 5-0 6-0             |                                                             | Navas Hakimi, Varane, Nacho, Marcelo Modrić, Casemiro, Isco (64' Asensio), Kroos Bale (72' Vázquez), Benzema (64' Mayoral)                 |                                                               |
| 19 mei 2018 20:45 Estadio de la Cerámica Villarreal           | Villarreal CF                                                            | 2-2                                 | Real Madrid                                                 | L. Zidane Carvajal, Varane, Ramos, Marcelo Modrić (62' Vázquez), Casemiro, Isco (73' Kovačić), Kroos Bale, Ronaldo (62' Benzema)           | 48' Modrić 84' Casemiro 89' Kroos                             |
| 19 mei 2018 20:45 Estadio de la Cerámica Villarreal           | 71' Martínez 85' Castillejo                                              | 0-1 0-2 1-2 2-2                     | 11' Bale 32' Ronaldo                                        | L. Zidane Carvajal, Varane, Ramos, Marcelo Modrić (62' Vázquez), Casemiro, Isco (73' Kovačić), Kroos Bale, Ronaldo (62' Benzema)           | 48' Modrić 84' Casemiro 89' Kroos                             |

### Overzicht
| Speeldag  | 1 | 2 | 3 | 4 | 5 | 6  | 7  | 8  | 9  | 10 | 11 | 12 | 13 | 14 | 15 | 16 | 17 | 18 | 19 | 20 | 21 | 22 | 23 | 24 | 25 | 26 | 27 | 28 | 29 | 30 | 31 | 32 | 33 | 34 | 35 | 36 | 37 | 38 |
| --------- | - | - | - | - | - | -- | -- | -- | -- | -- | -- | -- | -- | -- | -- | -- | -- | -- | -- | -- | -- | -- | -- | -- | -- | -- | -- | -- | -- | -- | -- | -- | -- | -- | -- | -- | -- | -- |
| Resultaat | w | g | g | w | v | w  | w  | w  | w  | v  | w  | g  | w  | g  | w  | v  | g  | v  | w  | w  | g  | w  | w  | w  | w  | v  | w  | w  | w  | w  | g  | w  | g  | w  | g  | v  | w  | g  |
| Punten    | 3 | 4 | 5 | 8 | 8 | 11 | 14 | 17 | 20 | 20 | 23 | 24 | 27 | 28 | 31 | 31 | 32 | 32 | 35 | 38 | 39 | 42 | 45 | 48 | 51 | 51 | 54 | 57 | 60 | 63 | 64 | 67 | 68 | 71 | 72 | 72 | 75 | 76 |
| Positie   | 1 | 5 | 7 | 4 | 8 | 6  | 5  | 3  | 3  | 3  | 3  | 3  | 4  | 4  | 4  | 4  | 4  | 4  | 4  | 4  | 4  | 4  | 4  | 3  | 3  | 3  | 3  | 3  | 3  | 3  | 3  | 3  | 3  | 3  | 3  | 3  | 3  | 3  |

## Copa del Rey
| Copa del Rey                                              |                         |                 |                                               | |                           |
| Wedstrijddetails                                          | Thuisploeg              | Uitslag         | Uitploeg                                      | Opstelling | Kaarten                   |
| 1/16 finale                                               |                         |                 |                                               | |                           |
| 26 oktober 2017 21:30 Estadio Fernando Torres Fuenlabrada | CF Fuenlabrada (III)    | 0-2             | Real Madrid                                   | Casilla Hakimi (81' Feuillassier), Vallejo, Nacho, Tejero Ceballos, M. Llorente, Asensio Vázquez, Mayoral, Hernández                            | 89' Vallejo               |
| 26 oktober 2017 21:30 Estadio Fernando Torres Fuenlabrada |                         | 0-1 0-2         | 63' Asensio (pen.) 80' Vázquez (pen.)         | Casilla Hakimi (81' Feuillassier), Vallejo, Nacho, Tejero Ceballos, M. Llorente, Asensio Vázquez, Mayoral, Hernández                            | 89' Vallejo               |
| 28 november 2016 21:30 Estadio Santiago Bernabéu Madrid   | Real Madrid             | 2-2             | CF Fuenlabrada (III)                          | Navas Hakimi, Tejero, Nacho, Hernández Ceballos, M. Llorente, Kovačić (38' Seoane) Feuillassier (62' Bale), Mayoral, O. Rodríguez (75' Quezada) | 60' O. Rodríguez          |
| 28 november 2016 21:30 Estadio Santiago Bernabéu Madrid   | 62' Mayoral 70' Mayoral | 0-1 1-1 2-1 2-2 | 25' Milla 89' Portilla                        | Navas Hakimi, Tejero, Nacho, Hernández Ceballos, M. Llorente, Kovačić (38' Seoane) Feuillassier (62' Bale), Mayoral, O. Rodríguez (75' Quezada) | 60' O. Rodríguez          |
| 1/8 finale                                                |                         |                 |                                               | |                           |
| 4 januari 2018 21:00 Nuevo Estadio Los Pajaritos Soria    | Numancia (II)           | 0-3             | Real Madrid                                   | Casilla Carvajal, Vallejo, Nacho, Hernández Ceballos (74' Isco), M. Llorente, Asensio (85' Hakimi) Vázquez, Mayoral, Bale (61' Kovačić)         | 59' Vallejo 90+3' Kovačić |
| 4 januari 2018 21:00 Nuevo Estadio Los Pajaritos Soria    |                         | 0-1 0-2 0-3     | 35' Bale (pen.) 89' Isco (pen.) 90+1' Mayoral | Casilla Carvajal, Vallejo, Nacho, Hernández Ceballos (74' Isco), M. Llorente, Asensio (85' Hakimi) Vázquez, Mayoral, Bale (61' Kovačić)         | 59' Vallejo 90+3' Kovačić |
| 10 januari 2018 21:30 Estadio Santiago Bernabéu Madrid    | Real Madrid             | 2-2             | Numancia (II)                                 | Casilla Carvajal (46' Hakimi), Vallejo, Nacho, Hernández M. Llorente, Kovačić, Asensio (63' Isco) Vázquez, Mayoral (77' Casemiro), Ceballos     | 87' Casemiro              |
| 10 januari 2018 21:30 Estadio Santiago Bernabéu Madrid    | 10' Vázquez 59' Vázquez | 1-0 1-1 2-1 2-2 | 45' Fernández 82' Fernández                   | Casilla Carvajal (46' Hakimi), Vallejo, Nacho, Hernández M. Llorente, Kovačić, Asensio (63' Isco) Vázquez, Mayoral (77' Casemiro), Ceballos     | 87' Casemiro              |
| Kwartfinale                                               |                         |                 |                                               | |                           |
| 18 januari 2018 21:30 Butarque Leganés                    | CD Leganés              | 0-1             | Real Madrid                                   | Casilla Carvajal, Varane, Vallejo (15' Nacho), Hernández Ceballos (67' Modrić), M. Llorente (73' Isco), Kovačić Vázquez, Mayoral, Asensio       |                           |
| 18 januari 2018 21:30 Butarque Leganés                    |                         | 0-1             | 89' Asensio                                   | Casilla Carvajal, Varane, Vallejo (15' Nacho), Hernández Ceballos (67' Modrić), M. Llorente (73' Isco), Kovačić Vázquez, Mayoral, Asensio       |                           |
| 24 januari 2018 21:30 Estadio Santiago Bernabéu Madrid    | Real Madrid             | 1-2             | CD Leganés                                    | Casilla Hakimi (68' Carvajal), Nacho, Ramos, Hernández Kovačić, M. Llorente (69' Modrić), Isco (77' Mayoral) Vázquez, Benzema, Asensio          | 80' Ramos                 |
| 24 januari 2018 21:30 Estadio Santiago Bernabéu Madrid    | 47' Benzema             | 0-1 1-1 1-2     | 31' Eraso 55' Gabriel                         | Casilla Hakimi (68' Carvajal), Nacho, Ramos, Hernández Kovačić, M. Llorente (69' Modrić), Isco (77' Mayoral) Vázquez, Benzema, Asensio          | 80' Ramos                 |

## FIFA Club World Cup
| FIFA Club World Cup                                 |               |             |                      | |              |
| Wedstrijddetails                                    | Thuisploeg    | Uitslag     | Uitploeg             | Opstelling | Kaarten      |
| Halve finale                                        |               |             |                      | |              |
| 13 december 2017 18:00 Sjeik Zayidstadion Abu Dhabi | Al-Jazira     | 1-2         | Real Madrid          | Navas Hakimi, Varane, Nacho, Marcelo Modrić, Casemiro, Isco (68' Asensio), Kovačić (68' Vázquez) Benzema (81' Bale), Ronaldo |              |
| 13 december 2017 18:00 Sjeik Zayidstadion Abu Dhabi | 41' Romarinho | 1-0 1-1 1-2 | 53' Ronaldo 81' Bale | Navas Hakimi, Varane, Nacho, Marcelo Modrić, Casemiro, Isco (68' Asensio), Kovačić (68' Vázquez) Benzema (81' Bale), Ronaldo |              |
| Finale                                              |               |             |                      | |              |
| 16 december 2017 18:00 Sjeik Zayidstadion Abu Dhabi | Real Madrid   | 1-0         | Grêmio               | Navas Carvajal, Varane, Ramos, Marcelo Modrić, Casemiro, Isco (73' Vázquez), Kroos Benzema (80' Bale), Ronaldo               | 27' Casemiro |
| 16 december 2017 18:00 Sjeik Zayidstadion Abu Dhabi | 53' Ronaldo   | 1-0         |                      | Navas Carvajal, Varane, Ramos, Marcelo Modrić, Casemiro, Isco (73' Vázquez), Kroos Benzema (80' Bale), Ronaldo               | 27' Casemiro |

## UEFA Champions League
| UEFA Champions League                                    |                                            |                         |                                                                        | |                                                |
| Wedstrijddetails                                         | Thuisploeg                                 | Uitslag                 | Uitploeg                                                               | Opstelling | Kaarten                                        |
| Groepsfase                                               |                                            |                         |                                                                        | |                                                |
| 13 september 2017 20:45 Estadio Santiago Bernabéu Madrid | Real Madrid                                | 3-0                     | APOEL Nicosia                                                          | Navas Carvajal, Nacho, Ramos, Marcelo Modrić, Casemiro, Isco (72' Ceballos), Kovačić (25' Kroos) Ronaldo, Bale (82' Mayoral)           | 52' Carvajal                                   |
| 13 september 2017 20:45 Estadio Santiago Bernabéu Madrid | 12' Ronaldo 51' Ronaldo (pen.) 61' Ramos   | 1-0 2-0 3-0             |                                                                        | Navas Carvajal, Nacho, Ramos, Marcelo Modrić, Casemiro, Isco (72' Ceballos), Kovačić (25' Kroos) Ronaldo, Bale (82' Mayoral)           | 52' Carvajal                                   |
| 26 september 2017 20:45 Signal Iduna Park Dortmund       | Borussia Dortmund                          | 1-3                     | Real Madrid                                                            | Navas Carvajal, Varane, Ramos, Nacho Modrić (90+1' Ceballos), Casemiro, Isco (76' Asensio), Kroos Ronaldo, Bale (85' Vázquez)          | 29' Bale 39' Carvajal 40' Modrić               |
| 26 september 2017 20:45 Signal Iduna Park Dortmund       | 54' Aubameyang                             | 0-1 0-2 1-2 1-3         | 18' Bale 49' Ronaldo 79' Ronaldo                                       | Navas Carvajal, Varane, Ramos, Nacho Modrić (90+1' Ceballos), Casemiro, Isco (76' Asensio), Kroos Ronaldo, Bale (85' Vázquez)          | 29' Bale 39' Carvajal 40' Modrić               |
| 17 oktober 2017 20:45 Estadio Santiago Bernabéu Madrid   | Real Madrid                                | 1-1                     | Tottenham Hotspur                                                      | Navas Hakimi, Varane, Ramos, Marcelo Modrić, Casemiro, Isco (87' Vázquez), Kroos Benzema (76' Asensio), Ronaldo                        | 32' Ronaldo                                    |
| 17 oktober 2017 20:45 Estadio Santiago Bernabéu Madrid   | 43' Ronaldo (pen.)                         | 0-1 1-1                 | 28' Varane (own)                                                       | Navas Hakimi, Varane, Ramos, Marcelo Modrić, Casemiro, Isco (87' Vázquez), Kroos Benzema (76' Asensio), Ronaldo                        | 32' Ronaldo                                    |
| 1 november 2017 20:45 Wembley Stadium Londen             | Tottenham Hotspur                          | 3-1                     | Real Madrid                                                            | Casilla Hakimi, Nacho, Ramos, Marcelo Modrić (81' Hernández), Casemiro, Isco (73' Mayoral), Kroos Benzema (73' Asensio), Ronaldo       | 90+1' Ramos                                    |
| 1 november 2017 20:45 Wembley Stadium Londen             | 27' Alli 56' Alli 65' Eriksen              | 1-0 2-0 3-0 3-1         | 80' Ronaldo                                                            | Casilla Hakimi, Nacho, Ramos, Marcelo Modrić (81' Hernández), Casemiro, Isco (73' Mayoral), Kroos Benzema (73' Asensio), Ronaldo       | 90+1' Ramos                                    |
| 21 november 2017 20:45 New GSP Stadium Nicosia           | APOEL Nicosia                              | 0-6                     | Real Madrid                                                            | Casilla Carvajal, Varane, Nacho, Marcelo (58' Hernández) Vázquez, Modrić, Kroos (59' Ceballos), Asensio Benzema (64' Mayoral), Ronaldo | 90' Carvajal                                   |
| 21 november 2017 20:45 New GSP Stadium Nicosia           |                                            | 0-1 0-2 0-3 0-4 0-5 0-6 | 23' Modrić 39' Benzema 41' Nacho 45+1' Benzema 49' Ronaldo 54' Ronaldo | Casilla Carvajal, Varane, Nacho, Marcelo (58' Hernández) Vázquez, Modrić, Kroos (59' Ceballos), Asensio Benzema (64' Mayoral), Ronaldo | 90' Carvajal                                   |
| 6 december 2017 20:45 Estadio Santiago Bernabéu Madrid   | Real Madrid                                | 3-2                     | Borussia Dortmund                                                      | Navas Nacho, Varane (38' Asensio), Ramos, Hernández Isco (69' Llorente), Casemiro, Kovačić (58' Ceballos) Vázquez, Mayoral, Ronaldo    |                                                |
| 6 december 2017 20:45 Estadio Santiago Bernabéu Madrid   | 8' Mayoral 12' Ronaldo 81' Vázquez         | 1-0 2-0 2-1 2-2 3-2     | 43' Aubameyang 48' Aubameyang                                          | Navas Nacho, Varane (38' Asensio), Ramos, Hernández Isco (69' Llorente), Casemiro, Kovačić (58' Ceballos) Vázquez, Mayoral, Ronaldo    |                                                |
| 1/8 finale                                               |                                            |                         |                                                                        | |                                                |
| 14 februari 2018 20:45 Estadio Santiago Bernabéu Madrid  | Real Madrid                                | 3-1                     | Paris Saint-Germain                                                    | Navas Nacho, Varane, Ramos, Marcelo Modrić, Casemiro (79' Vázquez), Isco (79' Asensio), Kroos Benzema (68' Bale), Ronaldo              | 32' Isco 78' Nacho                             |
| 14 februari 2018 20:45 Estadio Santiago Bernabéu Madrid  | 45' Ronaldo (pen.) 83' Ronaldo 86' Marcelo | 0-1 1-1 2-1 3-1         | 33' Rabiot                                                             | Navas Nacho, Varane, Ramos, Marcelo Modrić, Casemiro (79' Vázquez), Isco (79' Asensio), Kroos Benzema (68' Bale), Ronaldo              | 32' Isco 78' Nacho                             |
| 6 maart 2018 20:45 Parc des Princes Parijs               | Paris Saint-Germain                        | 1-2                     | Real Madrid                                                            | Navas Carvajal, Varane, Ramos, Marcelo Vázquez, Casemiro, Kovačić (71' Kroos), Asensio (82' Isco) Benzema (76' Bale), Ronaldo          | 32' Kovačić 78' Ramos                          |
| 6 maart 2018 20:45 Parc des Princes Parijs               | 71' Cavani                                 | 0-1 1-1 1-2             | 51' Ronaldo 80' Casemiro                                               | Navas Carvajal, Varane, Ramos, Marcelo Vázquez, Casemiro, Kovačić (71' Kroos), Asensio (82' Isco) Benzema (76' Bale), Ronaldo          | 32' Kovačić 78' Ramos                          |
| Kwartfinale                                              |                                            |                         |                                                                        | |                                                |
| 3 april 2018 20:45 Juventus Stadium Turijn               | Juventus                                   | 0-3                     | Real Madrid                                                            | Navas Carvajal, Varane, Ramos, Marcelo Modrić (82' Kovačić), Casemiro, Isco (75' Asensio), Kroos Benzema (59' Vázquez), Ronaldo        | 55' Ramos 88' Kovačić                          |
| 3 april 2018 20:45 Juventus Stadium Turijn               |                                            | 0-1 0-2 0-3             | 3' Ronaldo 64' Ronaldo 72' Marcelo                                     | Navas Carvajal, Varane, Ramos, Marcelo Modrić (82' Kovačić), Casemiro, Isco (75' Asensio), Kroos Benzema (59' Vázquez), Ronaldo        | 55' Ramos 88' Kovačić                          |
| 11 april 2018 20:45 Estadio Santiago Bernabéu Madrid     | Real Madrid                                | 1-3                     | Juventus                                                               | Navas Carvajal, Varane, Vallejo, Marcelo Modrić (75' Kovačić), Casemiro (46' Vázquez), Isco, Kroos Bale (46' Asensio), Ronaldo         | 22' Carvajal 81' Marcelo 90+9' Ronaldo         |
| 11 april 2018 20:45 Estadio Santiago Bernabéu Madrid     | 90+7' Ronaldo (pen.)                       | 0-1 0-2 0-3 1-3         | 2' Mandžukić 37' Mandžukić 60' Matuidi                                 | Navas Carvajal, Varane, Vallejo, Marcelo Modrić (75' Kovačić), Casemiro (46' Vázquez), Isco, Kroos Bale (46' Asensio), Ronaldo         | 22' Carvajal 81' Marcelo 90+9' Ronaldo         |
| Halve finale                                             |                                            |                         |                                                                        | |                                                |
| 25 april 2018 20:45 Allianz Arena München                | Bayern München                             | 1-2                     | Real Madrid                                                            | Navas Carvajal (67' Benzema), Varane, Ramos, Marcelo Modrić, Casemiro (83' Kovačić), Kroos Vázquez, Ronaldo, Isco (46' Asensio)        | 78' Casemiro                                   |
| 25 april 2018 20:45 Allianz Arena München                | 28' Kimmich                                | 1-0 1-1 1-2             | 44' Marcelo 57' Asensio                                                | Navas Carvajal (67' Benzema), Varane, Ramos, Marcelo Modrić, Casemiro (83' Kovačić), Kroos Vázquez, Ronaldo, Isco (46' Asensio)        | 78' Casemiro                                   |
| 1 mei 2018 20:45 Estadio Santiago Bernabéu Madrid        | Real Madrid                                | 2-2                     | Bayern München                                                         | Navas Vázquez, Varane, Ramos, Marcelo Modrić, Kovačić (73' Casemiro), Kroos, Asensio (88' Nacho) Ronaldo, Benzema (72' Bale)           | 62' Modrić 65' Vázquez 88' Varane 89' Casemiro |
| 1 mei 2018 20:45 Estadio Santiago Bernabéu Madrid        | 11' Benzema 46' Benzema                    | 0-1 1-1 2-1 2-2         | 3' Kimmich 63' Rodríguez                                               | Navas Vázquez, Varane, Ramos, Marcelo Modrić, Kovačić (73' Casemiro), Kroos, Asensio (88' Nacho) Ronaldo, Benzema (72' Bale)           | 62' Modrić 65' Vázquez 88' Varane 89' Casemiro |
| Finale                                                   |                                            |                         |                                                                        | |                                                |
| 26 mei 2018 20:45 NSK Olimpiejsky Kiev                   | Real Madrid                                | 3-1                     | Liverpool FC                                                           | Navas Carvajal (37' Nacho), Varane, Ramos, Marcelo Modrić, Casemiro, Isco (61' Bale), Kroos Ronaldo, Benzema (89' Asensio)             |                                                |
| 26 mei 2018 20:45 NSK Olimpiejsky Kiev                   | 51' Benzema 64' Bale 83' Bale              | 1-0 1-1 2-1 3-1         | 55' Mané                                                               | Navas Carvajal (37' Nacho), Varane, Ramos, Marcelo Modrić, Casemiro, Isco (61' Bale), Kroos Ronaldo, Benzema (89' Asensio)             |                                                |

### Klassement groepsfase
| #  | Club              | GS | W | G | V | DV | DT | DS  | PTN |
| -- | ----------------- | -- | - | - | - | -- | -- | --- | --- |
| 1. | Tottenham Hotspur | 6  | 5 | 1 | 0 | 15 | 4  | +11 | 16  |
| 2. | Real Madrid       | 6  | 4 | 1 | 1 | 17 | 7  | +10 | 13  |
| 3. | Borussia Dortmund | 6  | 0 | 2 | 4 | 7  | 13 | −6  | 2   |
| 4. | APOEL Nicosia     | 6  | 0 | 2 | 4 | 2  | 17 | −15 | 2   |

## Afbeeldingen

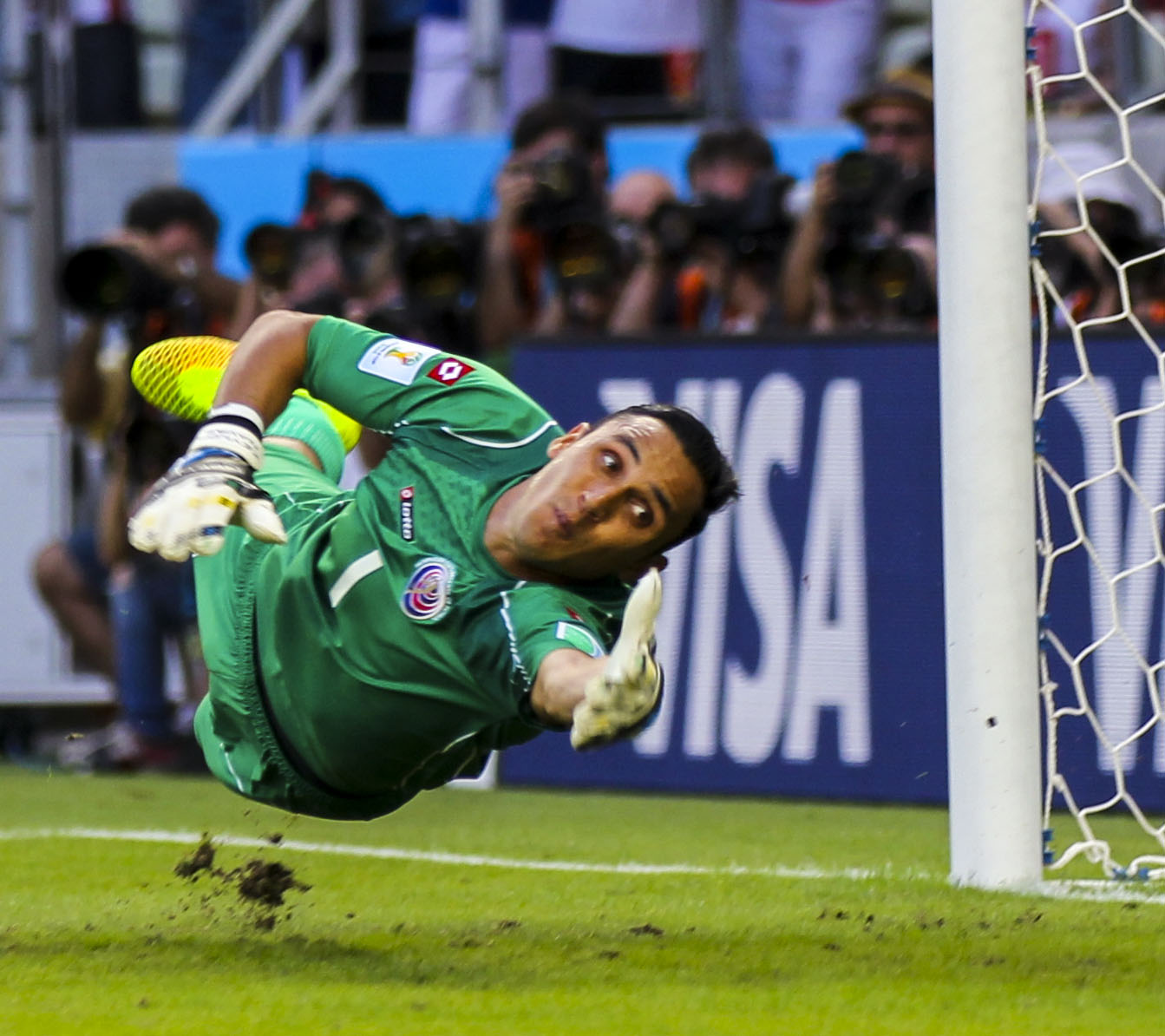
Keylor Navas (doelman)
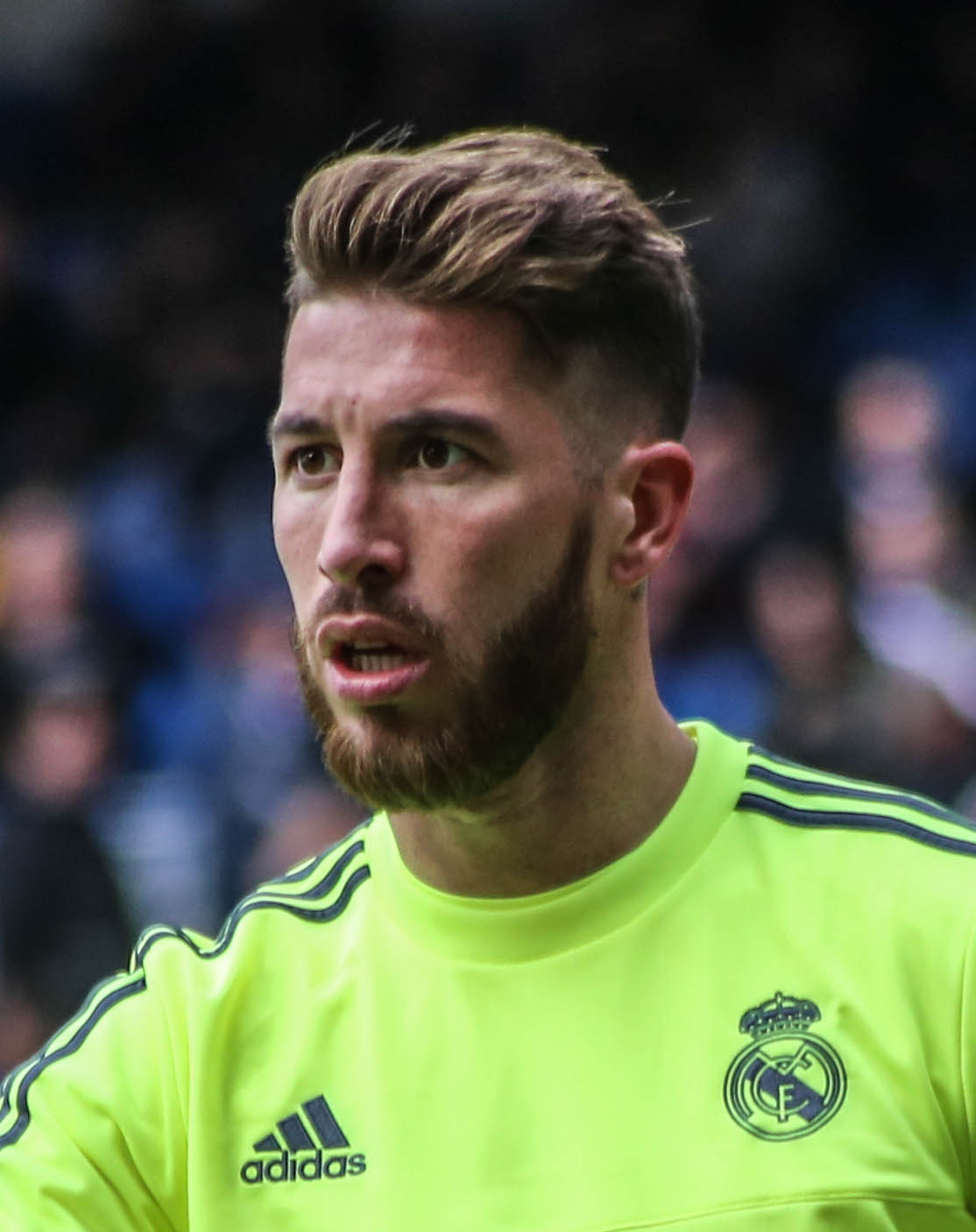
Sergio Ramos (verdediger)
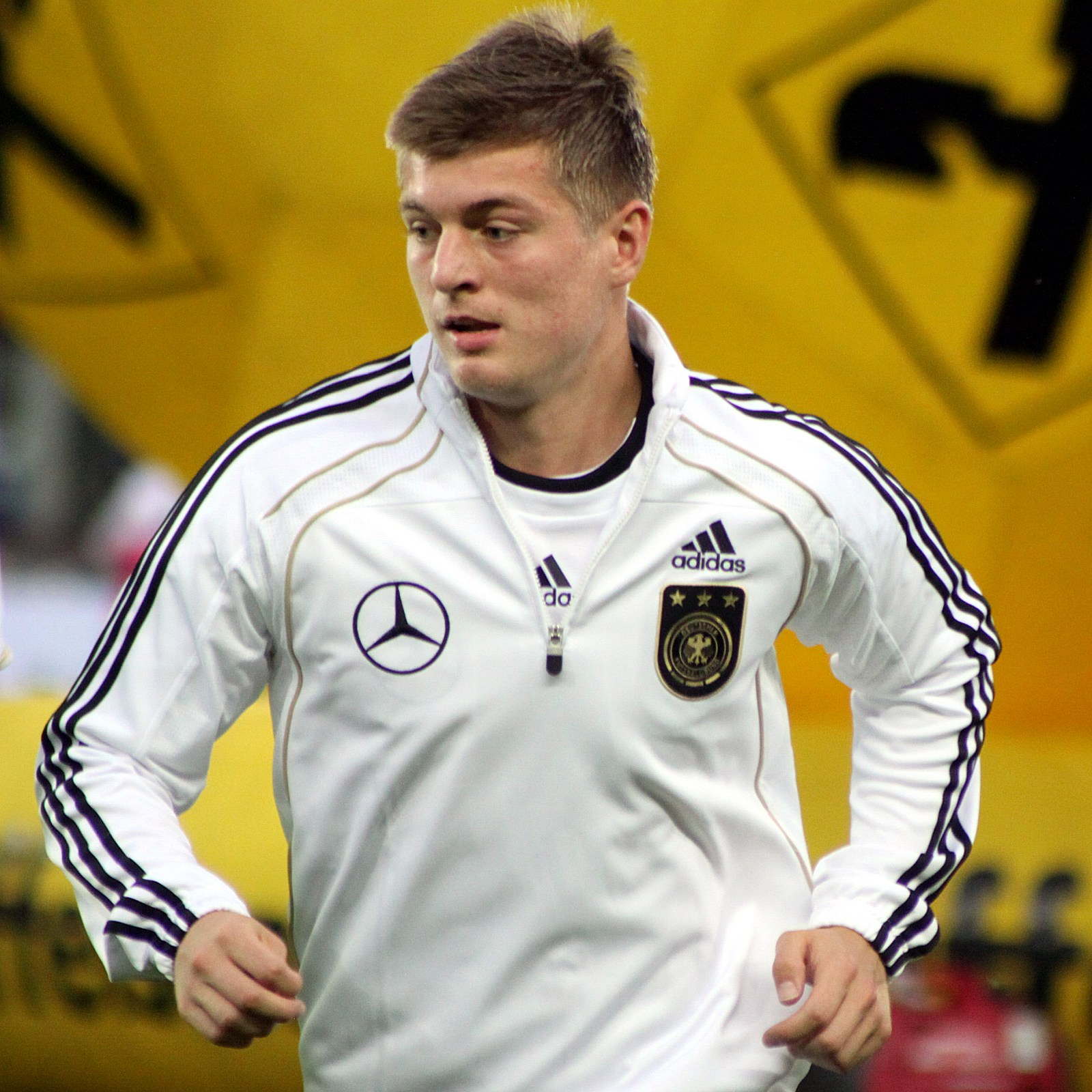
Toni Kroos (middenvelder)
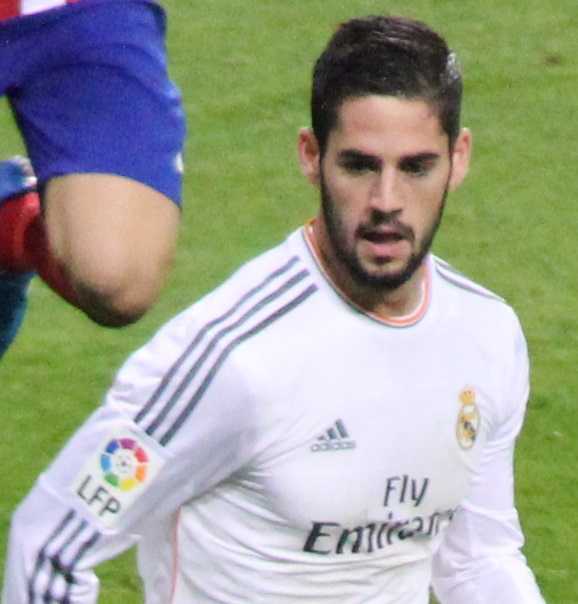
Isco (middenvelder)
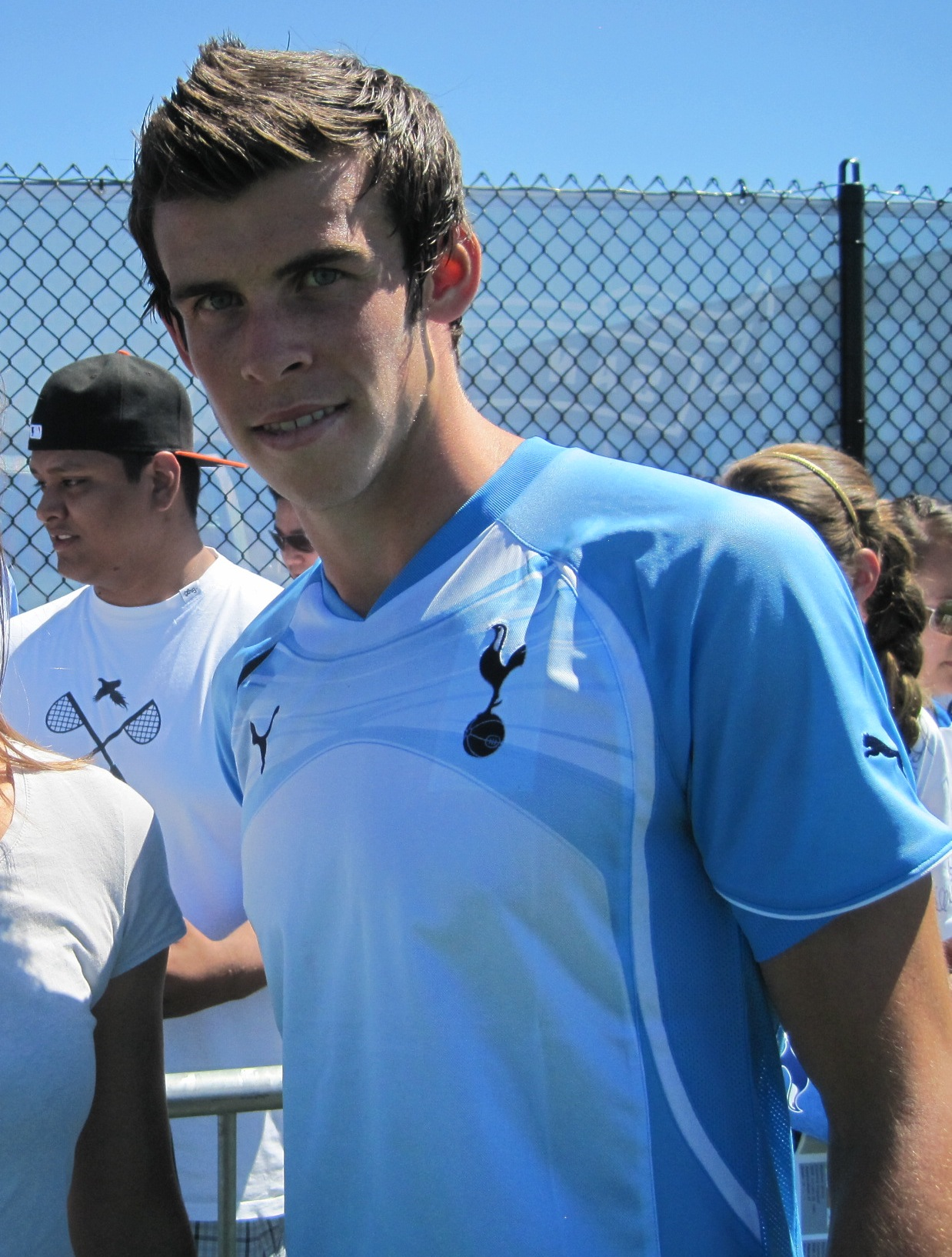
Gareth Bale (aanvaller)
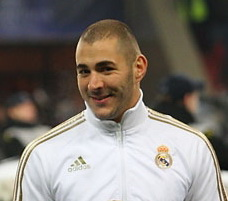
Karim Benzema (aanvaller)
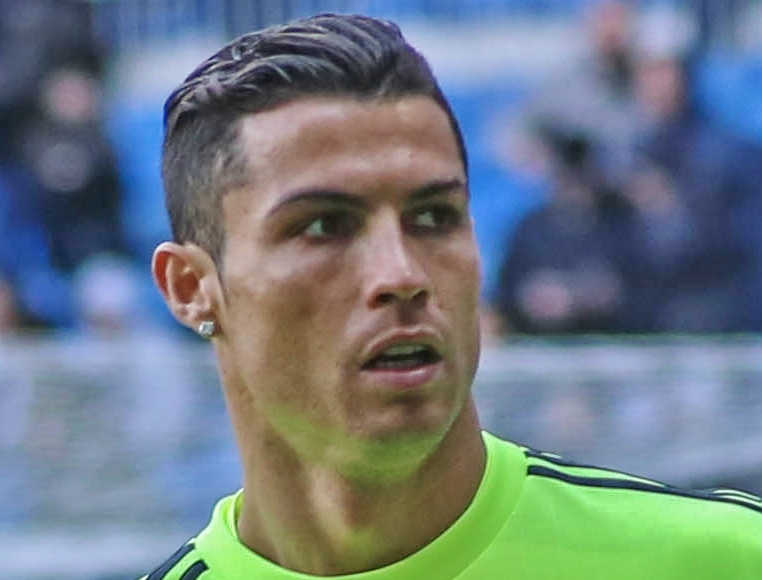
Cristiano Ronaldo (aanvaller)

1998/99 ·
1999/00 ·
... ·
2013/14 ·
2014/15 ·
2015/16 ·
2016/17 ·
2017/18 ·
2018/19 ·
2019/20 ·
2020/21 ·
2021/22 ·
2022/23 ·
2023/24 ·
2024/25